# Prinzenteich (Eisenach)

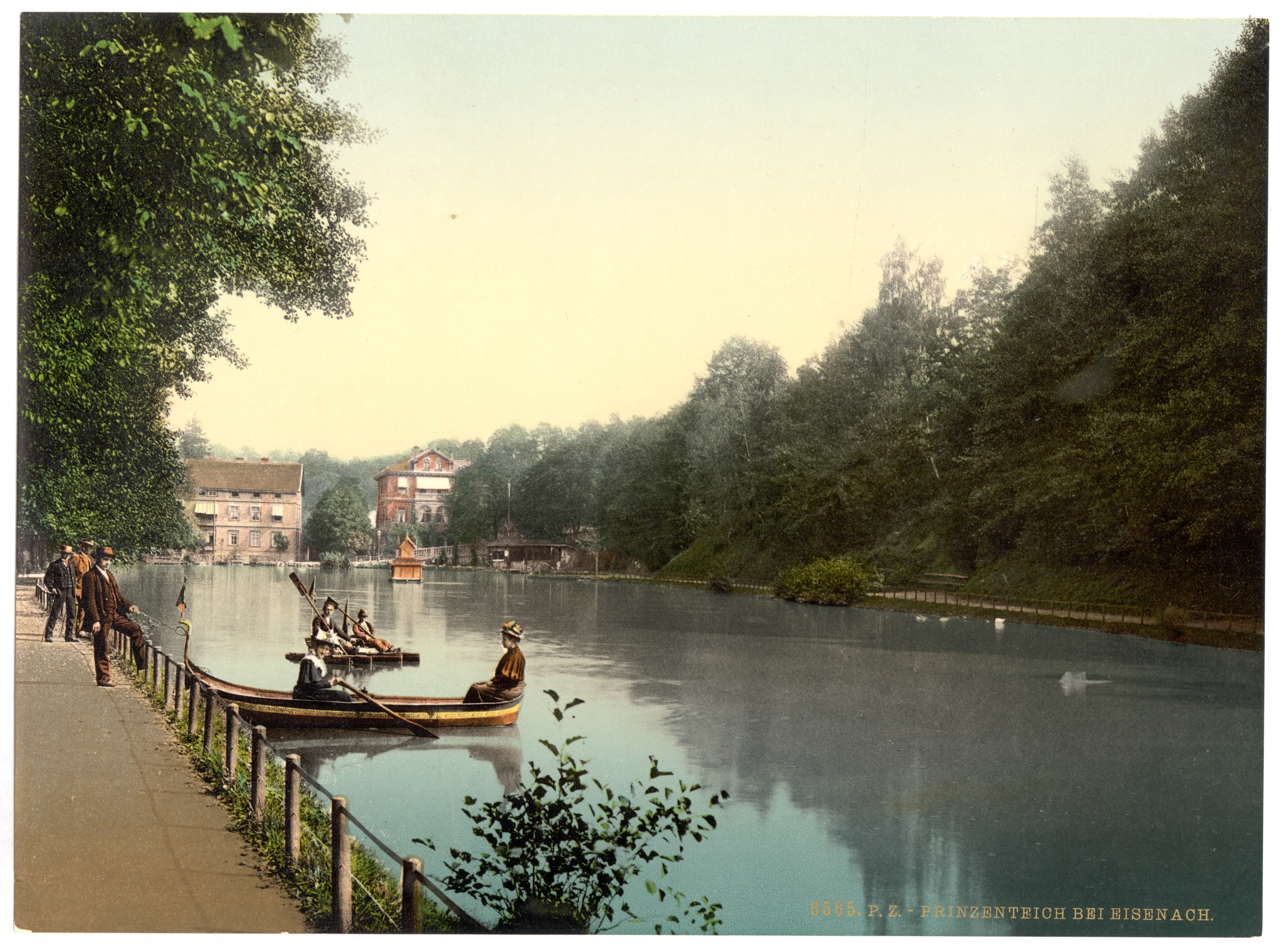
Prinzenteich um 1900

Der Prinzenteich ist ein parkähnliches Areal mit Gondelteich am südlichen Stadtrand von Eisenach in Thüringen.

## Lage

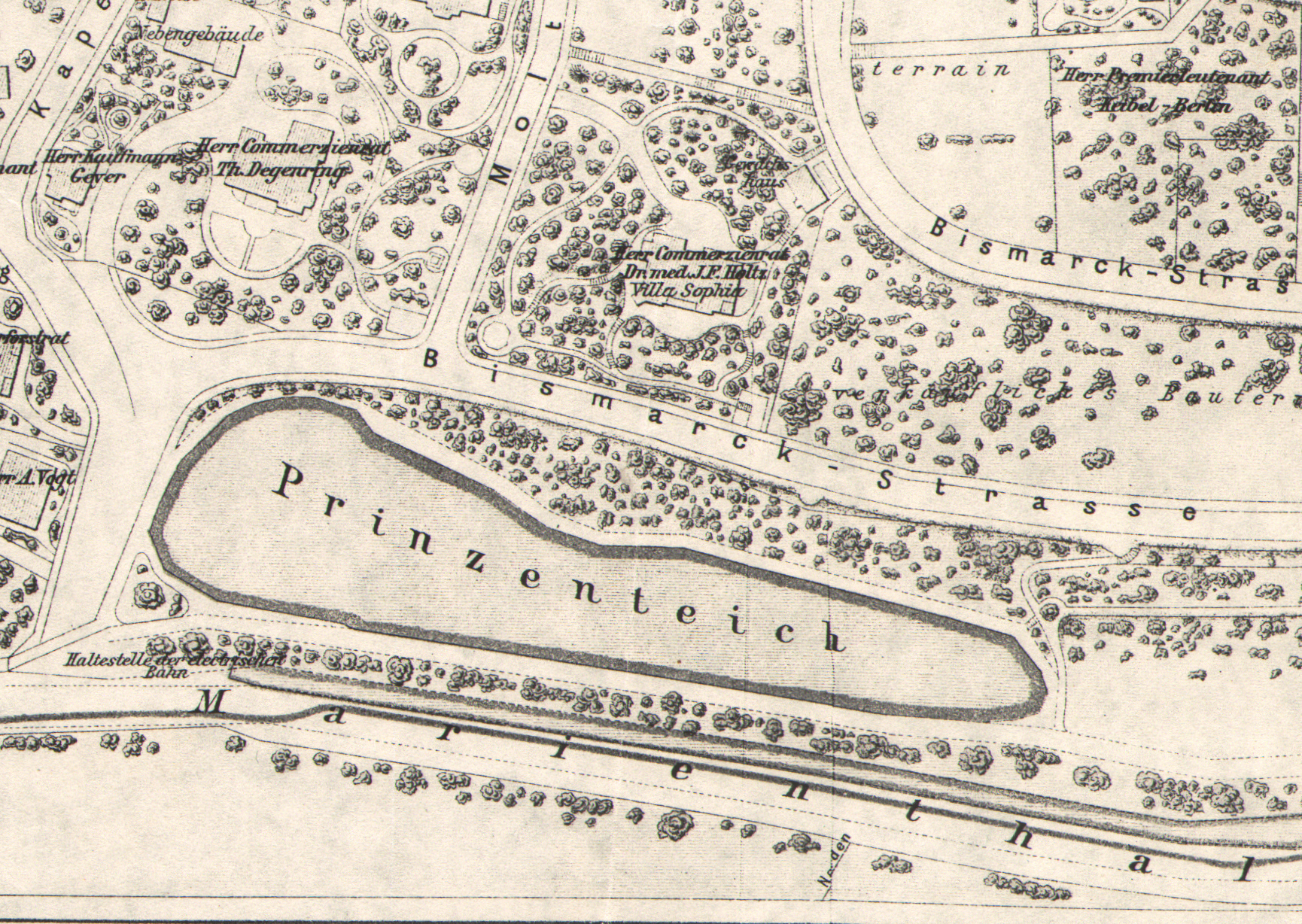
Lageplan

Der Prinzenteich befindet sich im Eisenacher Südviertel an der Einmündung der Philipp-Kühner-Straße in die Bundesstraße 19 im Mariental.

## Größe
Der 6370 Quadratmeter große Teich ist 210 Meter lang und misst an der breitesten Stelle 45 Meter. Der Teich wird vom Marienbach gespeist und entwässert.

## Geschichte
Der Gänserasen, wie das Areal im Spätmittelalter hieß, war eine sumpfige Niederung vor der Stadt, diese wurde 1854 von der Stadtverwaltung zur Anlage eines Löschwasserteiches vorgesehen.
Die Herzogin Helene von Orleans, welche zu dieser Zeit in Eisenach im Exil lebte, unterstützte die Anlage des Teiches mit Geldspenden, ihre Söhne nutzten im Winter die Eisfläche zum Schlittschuhlaufen, daher erhielt dieser Teich in der Bevölkerung den Namen Prinzenteich.
Mit der fortschreitenden Bebauung des vorderen Marientals wurde das Teichgelände durch die Anlage
der Villenkolonie Marienhöhe eingerahmt und mit der Anlage einer Schwaneninsel im nördlichen Teil und eines umlaufenden Promenadeweges weiter erschlossen. Später wurde noch ein Bootsverleih mit Imbiss angefügt, die Eisenacher Straßenbahn und ihre Busnachfolge erhielten eine Haltestelle Prinzenteich, die heute noch besteht.